# Hannah Mancini
Hannah Leah Mancini, ameriško-slovenska pevka, * 22. januar 1980, Kalifornija, ZDA.
Rojena je bila v Severni Kaliforniji, odraščala je v Koloradu, pri 19 letih pa se je zaradi kariere preselila v Los Angeles. Od leta 2007/08 z možem Gregom Jurkovičem živi in ustvarja v Sloveniji. V Ameriki si je glasbene izkušnje pridobivala z nastopi na odrih Radio City Music Halla, Universal Amphitheatra in The Tonight Showa z Jayem Lenom. Sodelovala je pri številnih Disneyjevih filmih, s priznanimi avtorji glasbe in producenti (Todd Chapman in grammyjev nagrajenec Larry Klein), pa tudi z ameriško skupino Haute Chile.
Na slovensko glasbeno sceno je stopila kot pevka zasedbe Xequtifz. Posneli so tri skladbe: »Anywhere With You/Daleč stran« (2009), »And We Danced/Bil je ples« (2010) in »Walking Away« (feat. Trkaj, 2011). Znana je tudi po sodelovanjih z didžeji, glasbenimi producenti in elektronskimi skupinami (DJ Umek, Sare Havliček, D-Pulse, Mike Vale, Sylvain, Beltek, Vanillaz, Kosta Radman, Saalim).
Leta 2011 je s Sylvainom in Mikom Valejem sodelovala na EMI s skladbo »Ti si tisti«. Dve leti pozneje je bila interno izbrana, da zastopa Slovenijo na izboru za Pesem Evrovizije 2013 v Malmöju s skladbo »Straight Into Love«, pod katero se je podpisala tudi kot soavtorica glasbe in besedila. Uvrstitev v finalni večer ji ni uspela, v polfinalu pa je pristala na zadnjem mestu. Naslednje leto je kot (so)avtorica sodelovala na dveh evrovizijskih predizborih: slovenskem (besedilo za pesem »Spet/Round and Round« v izvedbi Tinkare Kovač) in moldavskem (glasba in besedilo za pesem »One and All« v izvedbi Diane Staver).
Z možem Gregom imata hčer Astrid.
Leta 2016 so s hrvaškima producentoma Marcom Grabberjem in Krešimirjem Tomcem začeli delati na projektu Heron. Decembra 2017 je luč sveta ugledal njihov prvi album Momentum.

## Diskografija
Solo
- Straight Into Love (Pesem Evrovizije 2013)

Sodelovanja
- Sare Havliček – Vibe On You
- Sare Havliček – Nothing You Can Do
- Sare Havliček – Dreams in Light
- Sare Havliček – Pleasure Storm
- Sylvain in Mike Vale – Ti si tisti/Nothing But Love Will Do (Ema 2011)
- Mike Vale – Don't Give a Damn (kot Stella Mercury)
- DJ Umek – Vice Grip
- Beltek – Connect Us
- Vanillaz in Kosta Radman – Back 2 Life
- Saalim – Time Flies

Xequtifz
- Anywhere With You/Daleč stran
- And We Danced/Bil je ples
- Walking Away (feat. Trkaj)
- 2016: Pazi, da bo prav (Life Is What You Make It)

Heron
- 2017: Momentum